# Amori sospesi
Amori sospesi (The Only Thrill) è un film drammatico sentimentale del 1997, diretto da Peter Masterson.